# Elgoibar
Elgoibar és un municipi de Guipúscoa, de la comarca del Baix Deba. Limita al nord amb Mendaro; al sud amb Bergara i Soraluze; a l'est amb Azkoitia i a l'oest amb Eibar i Etxebarria (Biscaia).

## Persones il·lustres
- Joseba Etxeberria (1977): futbolista internacional de la Reial Societat i de l'Athletic Club de Bilbao.
- Itziar Gurrutxaga (1977): futbolista internacional de l'Athletic Club de Bilbao.
- Arnaldo Otegi (1958): polític, líder de Batasuna.
- Juan Cruz Sol (1947): futbolista internacional del Reial Madrid i València CF.
- Fernando Ansola (1940): futbolista internacional del Reial Oviedo, Reial Betis i Reial Societat.
- Jaime Arrese (1936-1980): alcalde d'Elgoibar a la dècada de 1970, assassinat pels Comandos Autònoms Anticapitalistes.
- Luis Mazzantini y Eguia (1856-1926): torero.
- Don Pedro Miguel Urruzuno (1844-1923): escriptor en basc.
- D. Fr. Francisco Aguirre (1863-1941): monjo missioner.
- Tiburtzio Beristain Berriozabal (1904-1953): futbolista.
- Pedro Muguruza Otaño (1893-1952) arquitecte.
- Bernardo Ezenarro (1873-1956): industrial.